# 公共關係學系
公共關係學系或稱公共关系专业，是大學的一門教學單位，研究公共關係學，屬於傳播教育的一環。

## 列表

### 澳大利亞
- 悉尼大學戰略公共關係碩士[1]

### 中国大陆
- 中国传媒大学公共关系系[2]

### 澳門
- 澳門理工大學文學士學位課程公共關係專業（已停辦）[3]

### 紐西蘭
- 梅西大学傳播學學士公共關係[4]

### 臺灣
- 世新大學公共關係暨廣告學系[5]
- 崑山科技大學公共關係暨廣告系[6]

### 英國
- 卡迪夫大学國際公共關係和全球通信管理文學碩士[7]
- 威斯敏斯特大學公共關係碩士[8]

### 美國
- 南加州大学戰略公共關係文學碩士[9]